# Bahnstrecke Greymouth–Ross
| Kombinierte Straßen- / Eisenbahnbrücke über den Taramakau |                   |                                    |                                    |
| Streckenlänge: | 61 km             |                                    |                                    |
| Spurweite: | 1067 mm (Kapspur) |                                    |                                    |
| |                   |                                    |                                    |
| \| \| \| Midland Line \| \| \| \| \| Bahnstrecke Greymouth–Rewanui \| \| \| \| 0,00 \| Greymouth \| Greymouth \| \| \| 1,00 \| Greymouth Freight Centre \| Greymouth Freight Centre \| \| \| 2,25 \| Wharemoa (Karoro) \| Wharemoa (Karoro) \| \| \| 3,58 \| Warburton Street \| Warburton Street \| \| \| 5,71 \| South Beach \| South Beach \| \| \| 7,00 \| Keith Road \| Keith Road \| \| \| 8,51 \| Paroa \| Paroa \| \| \| 10,65 \| Gladstone \| Gladstone \| \| \| 13,26 \| Camerons \| Camerons \| \| \| \| Taramakau \| \| \| \| 17,38 \| Kumara \| Kumara \| \| \| 22,91 \| Chesterfield \| Chesterfield \| \| \| 25,83 \| Awatuna \| Awatuna \| \| \| 30,75 \| Arahura \| Arahura \| \| \| \| Arahura \| \| \| \| 32,70 \| Kahinui \| Kahinui \| \| \| 34,87 \| Houhou \| Houhou \| \| \| 36,55 \| Seaview \| Seaview \| \| \| 38,45 \| Hokitika \| Hokitika \| \| \| \| Anschluss Westland Milk (ca. 2 km) \| \| \| \| \| Hokitika \| \| \| \| 41,47 \| Takutai \| Takutai \| \| \| 45,49 \| Mananui \| Mananui \| \| \| \| Mahinapua Creek \| \| \| \| 48,45 \| Lake Mahinapua \| Lake Mahinapua \| \| \| 49,86 \| Ruatapu \| Ruatapu \| \| \| \| Papakamai \| \| \| \| \| Totara \| \| \| \| 61,43 \| Ross \| Ross \| \| \| \| \| \| \| Quellen: [1][2] \| \| \| \| |                   |                                    |                                    |
| Strecke |                   | Midland Line                       | Midland Line                       |
| Abzweig geradeaus, nach rechts und ehemals von rechts |                   | Bahnstrecke Greymouth–Rewanui      | Bahnstrecke Greymouth–Rewanui      |
| Haltepunkt / Haltestelle | 0,00              | Greymouth                          | Greymouth                          |
| Dienststation / Betriebs- oder Güterbahnhof | 1,00              | Greymouth Freight Centre           | Greymouth Freight Centre           |
| ehemaliger Haltepunkt / Haltestelle | 2,25              | Wharemoa (Karoro)                  | Wharemoa (Karoro)                  |
| Dienststation / Betriebs- oder Güterbahnhof | 3,58              | Warburton Street                   | Warburton Street                   |
| ehemaliger Haltepunkt / Haltestelle | 5,71              | South Beach                        | South Beach                        |
| ehemaliger Haltepunkt / Haltestelle | 7,00              | Keith Road                         | Keith Road                         |
| ehemaliger Haltepunkt / Haltestelle | 8,51              | Paroa                              | Paroa                              |
| ehemaliger Haltepunkt / Haltestelle | 10,65             | Gladstone                          | Gladstone                          |
| ehemaliger Haltepunkt / Haltestelle | 13,26             | Camerons                           | Camerons                           |
| Brücke über Wasserlauf |                   | Taramakau                          | Taramakau                          |
| Dienststation / Betriebs- oder Güterbahnhof | 17,38             | Kumara                             | Kumara                             |
| ehemaliger Haltepunkt / Haltestelle | 22,91             | Chesterfield                       | Chesterfield                       |
| ehemaliger Haltepunkt / Haltestelle | 25,83             | Awatuna                            | Awatuna                            |
| ehemaliger Bahnhof | 30,75             | Arahura                            | Arahura                            |
| Brücke über Wasserlauf |                   | Arahura                            | Arahura                            |
| ehemaliger Haltepunkt / Haltestelle | 32,70             | Kahinui                            | Kahinui                            |
| ehemaliger Haltepunkt / Haltestelle | 34,87             | Houhou                             | Houhou                             |
| ehemaliger Haltepunkt / Haltestelle | 36,55             | Seaview                            | Seaview                            |
| Dienststation / Betriebs- oder Güterbahnhof | 38,45             | Hokitika                           | Hokitika                           |
| Abzweig ehemals geradeaus und nach links |                   | Anschluss Westland Milk (ca. 2 km) | Anschluss Westland Milk (ca. 2 km) |
| Brücke über Wasserlauf (Strecke außer Betrieb) |                   | Hokitika                           | Hokitika                           |
| Haltepunkt / Haltestelle (Strecke außer Betrieb) | 41,47             | Takutai                            | Takutai                            |
| Haltepunkt / Haltestelle (Strecke außer Betrieb) | 45,49             | Mananui                            | Mananui                            |
| Brücke über Wasserlauf (Strecke außer Betrieb) |                   | Mahinapua Creek                    | Mahinapua Creek                    |
| Haltepunkt / Haltestelle (Strecke außer Betrieb) | 48,45             | Lake Mahinapua                     | Lake Mahinapua                     |
| Bahnhof (Strecke außer Betrieb) | 49,86             | Ruatapu                            | Ruatapu                            |
| Haltepunkt / Haltestelle (Strecke außer Betrieb) |                   | Papakamai                          | Papakamai                          |
| Brücke über Wasserlauf (Strecke außer Betrieb) |                   | Totara                             | Totara                             |
| Kopfbahnhof Streckenende (Strecke außer Betrieb) | 61,43             | Ross                               | Ross                               |
| |                   |                                    |                                    |
| Quellen: |                   |                                    |                                    |

Die Bahnstrecke Greymouth–Ross (historisch: Ross Branch, Hokitika Industrial Line und seit 2011 offiziell Hokitika Line) ist eine Bahnstrecke im neuseeländischen Eisenbahnnetz. Sie wurde 1893 bis Hokitika eröffnet und 1909 nach Ross verlängert.

## Geografische Lage
Die Strecke verläuft auf der Südinsel von Neuseeland in der Westküstenregion im Westland District, entlang der Westküste von Greymouth nach Ross.

## Geschichte

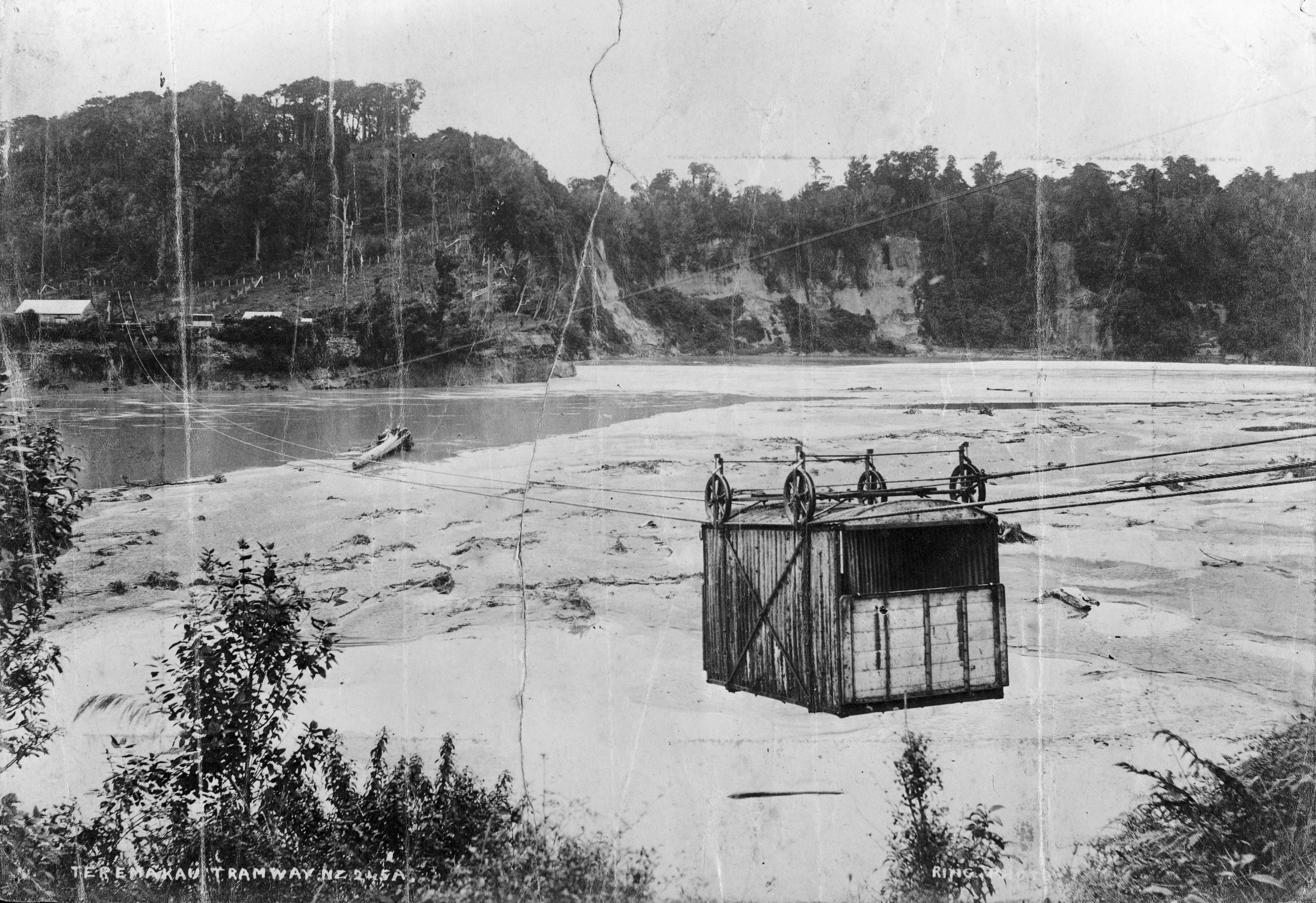
Luftseilbahn über den Taramakau, ca. 1890

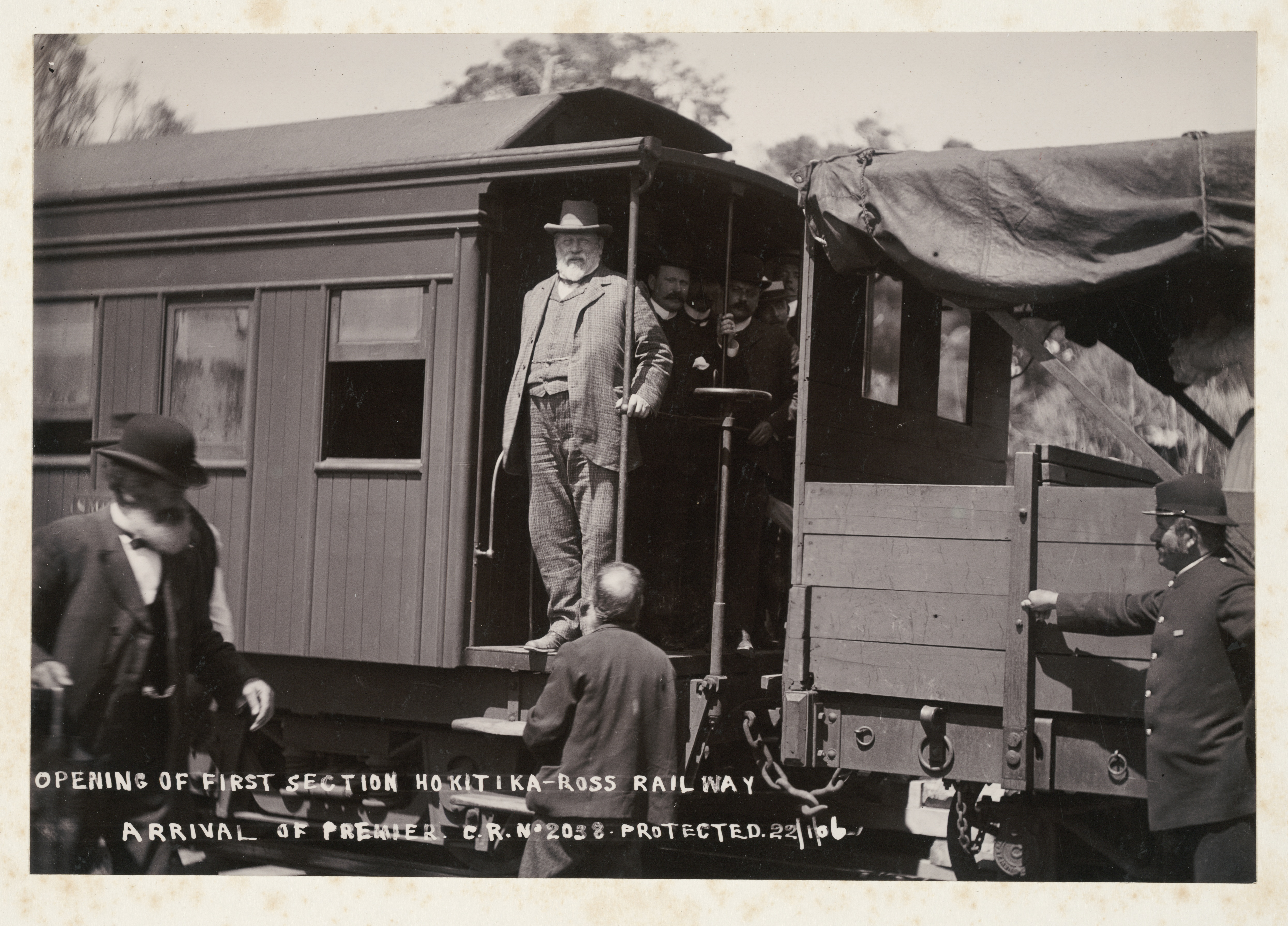
Premierminister Richard Seddon bei der Eröffnung des Abschnitts Hokitika–Ruatapu 1909

Vorläufer der späteren Bahnstrecke war eine Waldbahn in der Spurweite von 1.219 mm (4 ft). Sie führte von Greymouth nach Süden, ab 1867 zunächst bis Paroa, ab 1877 bis nach Kumara. Der Taramakau wurde in dieser Verbindung mit einer Luftseilbahn überbrückt.

### Infrastruktur
Zu dieser Zeit wurden Pläne ausgearbeitet, die Waldbahn durch eine Eisenbahn zu ersetzen, die Greymouth und Hokitika verbinden sollte. Die Arbeiten begannen 1879. Die Große Depression aber brachten den Bau bereits nach nur 5 km verlegter Strecke zum Stillstand. Außerdem waren die Bewohner von Kumara, angeführt vom späteren Premierminister Richard Seddon, empört darüber, dass die Eisenbahn eine küstennähere Trasse als die Waldbahn erhalten und somit ihre Stadt umfahren sollte. 1886 wurden die Arbeiten wieder aufgenommen. Die fortgesetzten Versuche der Einwohner von Kumara, eine Änderung der Streckenführung zu erzwingen, scheiterten. Die Arbeiten gingen in den nächsten Jahren stetig voran, und am 18. Dezember 1893 wurde die Strecke von Hokitika nach Greymouth eröffnet.
Südlich von Hokitika erstreckten sich umfangreiche Wälder und mit der Aussicht auf einen bedeutenden Holzverkehr wurde untersucht, ob sich die Verlängerung der Bahnstrecke rechne. 1901 genehmigte die Regierung deren Bau, am 9. November 1906 wurde deren erster Abschnitt bis Ruatapu und die gesamte Strecke nach Ross dann am 1. April 1909 eröffnet. Lokomotivbahnhöfe bestanden in Ross und in Hokitika.
Pläne für eine weitere Verlängerung nach Süden wurden nie verwirklicht.

### Betrieb

#### Personenverkehr

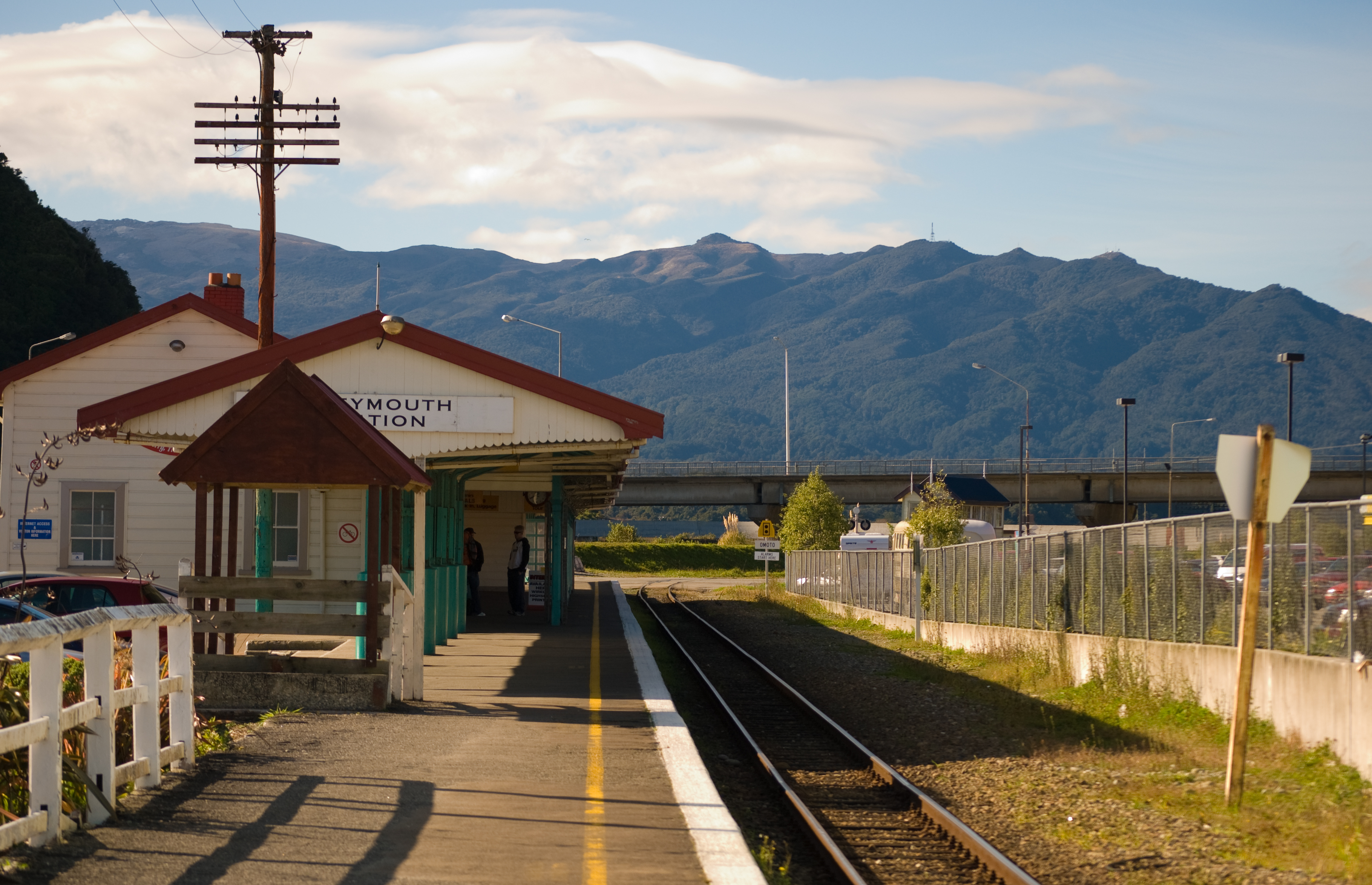
Personenbahnhof Greymouth

Anfangs verkehrten zwei oder drei Personenzüge pro Tag. Als mit Eröffnung des Otira-Tunnels 1923 die Midland Line durchgehend befahren werden konnte, gewann die Strecke nach Hokitika an Bedeutung. Wagen des Christchurch-Greymouth-Expresses verkehrten als Kurswagen in gemischten Zügen zwischen Greymouth und Hokitika. Die Verlängerung nach Ross dagegen wies nur untergeordnete Bedeutung auf. Hier verkehrten zwei gemischte Züge am Tag. Im August 1936 begann ein Verkehr mit Schienenbussen, vorrangig um die Westküste mit der aktuellen Tageszeitung aus Christchurch zu versorgen. Die Fahrzeuge nahmen in beschränktem Umfang auch Fahrgäste mit. Dies führte zu einer weiteren Direktverbindung zwischen Christchurch und Hokitika und einer zusätzlichen regionalen Verbindungen zwischen Hokitika und Greymouth, die kurzzeitig sogar Reefton an der Bahnstrecke Stillwater–Ngākawau mit anband. In den frühen 1940er Jahren ersetzten größere Dieseltriebwagen die erste Generation. Sie verkehrten zwischen Christchurch und Ross. Ab dem 20. Februar 1956 übernahmen Triebwagen-Baureihe RM mit 88 Sitzplätzen den Verkehr zwischen Christchurch und Ross über Greymouth. Sie wurden durch zwei täglich verkehrende, gemischte Züge nach Ross ergänzt. Dieses Angebot bestand bis zum 11. September 1967. Die Triebwagen verkehrten noch einige Jahre. Zum 9. Oktober 1972 wurde der Personenverkehr jenseits von Greymouth und damit der letzte Personenverkehr auf der Strecke eingestellt.

#### Güterverkehr
In den frühen Jahren war Holz das dominierende Transportgut. Die abgeholzten Wälder wurden nicht aufgeforstet, sondern die gerodete Fläche landwirtschaftlich nachgenutzt. Dafür wurden zunehmend Kalk und Dünger an- und Vieh abgefahren. Der Bahnhof Ross diente als Verladepunkt für Rinder, die aus dem südlichen Westland heraufgetrieben wurden.
An Wochentagen verkehrt ein Güterzugpaar zwischen Greymouth und Hokitika – im Winter nur bei Bedarf – und an den Wochenenden verkehren keine Züge. Der Zug benötigt fünfzig Minuten für die Fahrt zwischen Greymouth und Hokitika. Hauptkunde ist das in Hokitika ansässige Werk der Westland Milk Products.

### Rückbau
In den 1970er Jahren war die Strecke jenseits von Hokitika unwirtschaftlich und wurde 1980 geschlossen. Die kombinierte Straßen-/Eisenbahnbrücke über den Hokitika, südlich der Stadt Hokitika, musste dringend repariert werden, was wegen der Kosten vermieden werden sollte. Der Straßenverkehr erhielt eine eigene Brücke flussaufwärts und die Strecke von Hokitika nach Ross wurde zum 24. November 1980 stillgelegt.
Einige Brücken, ohne Gleis, sind auf dem stillgelegten Abschnitt nach Ross erhalten, einschließlich einer großen Stahl-Fachwerkbrücke über den Totara gleich nördlich von Ross und einer kleineren über den Mahinapua Creek 5 km südlich von Hokitika, die unter Denkmalschutz steht. Zwischen Hokitika und Ruatapu ist die Trasse leicht erkennbar, da sie oft in der Nähe der Straße liegt und abschnittsweise heute sogar von der Straße genutzt wird. Der Abschnitt Ruatapa–Ross wurde seit 2010 als Fahrradweg ausgebaut.

## Ingenieurbauten

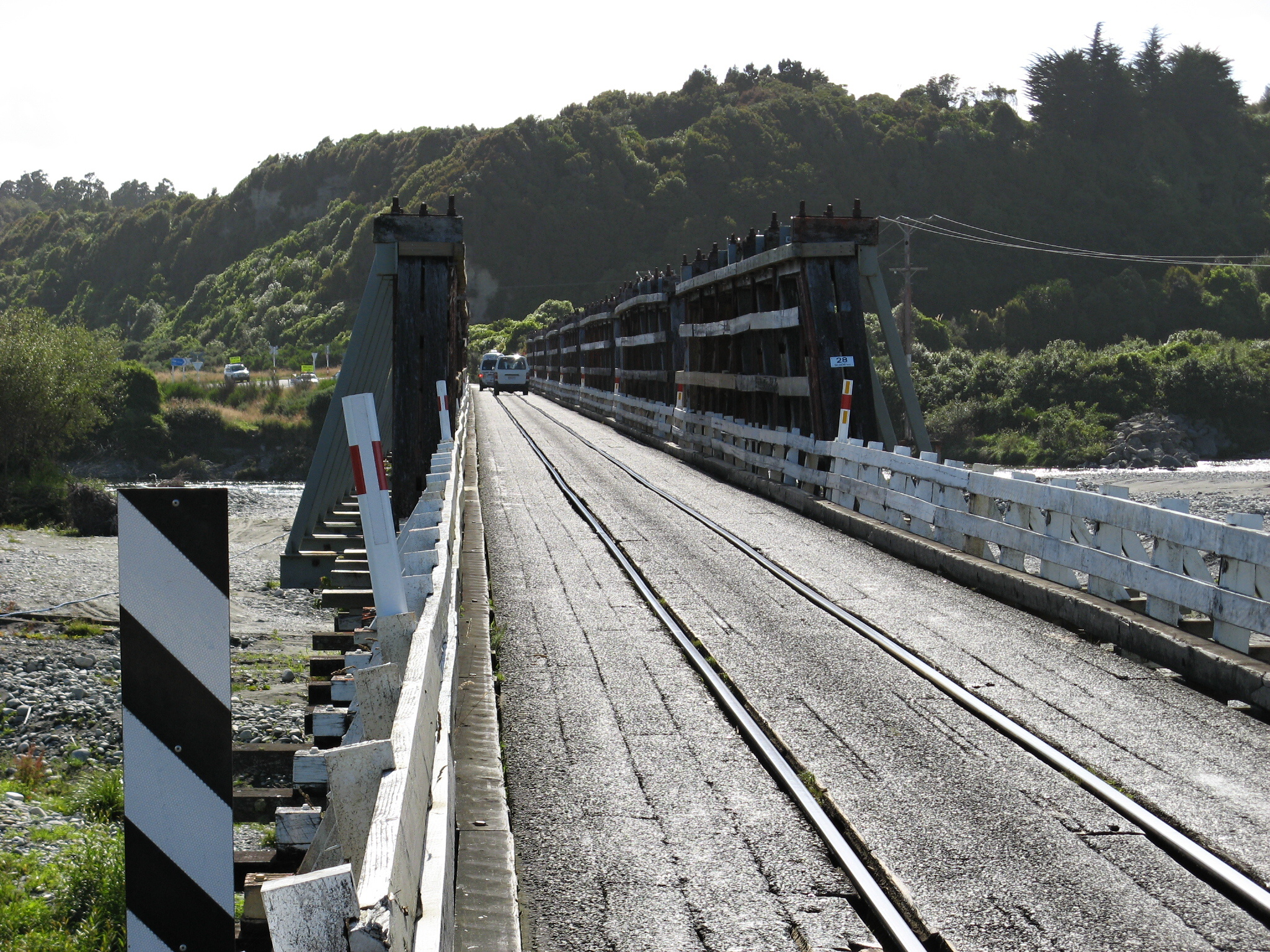
Brücke über den Hokitika: Das „längste Xylophon der Welt“

- Die kombinierte Straßen-/Eisenbahnbrücke über den Hokitika, südlich der Stadt Hokitika, wurde im neuseeländischen Eisenbahnjargon als „längstes Xylophon der Welt“ bezeichnet, weil ihre Planken bei der Überfahrt so klapperten.[5]
- Die Brücke über den Taramakau war ebenfalls eine kombinierte Brücke für Bahn und Straße. Sie wurde am 22. Juli 2018 für den Straßenverkehr geschlossen, als eine 25 Millionen NZ$ teure neue Straßenbrücke eröffnet wurde.[8]